# 国民抗日军
国民抗日军，或称“华北国民抗日军”，1937年七七事变后的7月19日，赵侗、高鹏、纪亭榭等三十多人在北平昌平县白羊城村宣布成立抗日军，举行武装起义。因奇袭德胜门外第二监狱以及黑山扈大捷用轻武器击落日军飞机1架而名声大振。1937年12月，国民抗日军加入八路军，改编为晋察冀军区第五支队。

## 背景
1933年5月31日，中华民国政府被迫与日本陆军日签定《塘沽协定》停战协定，根据协定，包括昌平在内的冀东大部分地区被划为“非武装区”。南京政府成立非武装区接收委员会，将冀东22县划为两区，同年9月，南京政府行政院批准河北省在上述两区分设滦榆、蓟密两个行政督察专员公署。1935年7月，殷汝耕调任滦榆区专员，后兼任滦榆、蓟密两行政区督察专员。11月24日，殷汝耕合并滦榆、蓟密两区为滦蓟区，成立“冀东防共自治委员会”，殷汝耕以委员长名义声称脱离中央，宣布自治。12月25日，宣布成立冀东防共自治政府，成为满洲国之后的又一日本控制之下的傀儡政权。
昌平县白羊城村民为了防范土匪滋扰，维护地方治安，成立了保卫团，汤万宁为团总，有团丁二十余人，枪支二十余支。汤万宁后来加入赵侗的抗日队伍。
赵侗早年曾加入邓铁梅领导的东北民众自卫军，1934年2月1日，与苗可秀等离开邓部，独立成立少年铁血军。铁血军在辽南陷入困境后，其骨干纷纷南下北平。

## 成立抗日军
赵侗在北平同东北大学同学高鹏、纪亭榭商议组织队伍，利用张学良通过东北救亡会给予的4千元购买了17支手枪，偷运到清华大学校园的学生宿舍内。联络了三十多人，主要有宋鸣皋、吴靖宇、刘凤悟、郑子丰、鲍旭堂、白羊城保卫团总汤万宁和其子汤为瑗、白羊城村邻村柏裕口人王士俊等人，汤万宁将保卫团枪支集中起来藏在自己家中，等待起事。
1937年7月18日，联络好的三十余人分成两组，赵侗、高鹏带领一组从清华大学取出枪支，混出北京城，徒步前往白羊城，另一组由宋鸣皋带领做火车前往。当晚两路人马在白羊城村汤万条家会齐，分发保卫团的十几条步枪和城里带出的17支手机。
7月19日，队伍三十四、五人在白羊城关帝庙前空场上集合，由赵侗正式宣布：成立抗日军，举行武装起义。当天，收缴了昌平瓦窑伪警察所的枪支。

## 永安庄突围
7月20日，抗日军到达白羊城村东南十余里处流村南山上一处叫永安庄的地主庄园，庄园有房屋20余间，平时只有少数佃农，非常僻静，队伍在此处开会商议以后的行动方针。确定队伍名称为国民抗日军，明确赵侗为队长、高鹏为政治部长、郑子恺为副队长。
7月21日，赵同、高鹏派曹国士携带信件与驻南口二十九联络，说明自己是抗日队伍，但曹国士不知什么原因未能将信送达。此时柏裕口地主张孝先密报二十九军，这支队伍是“土匪汉奸队”。二十九军即派出一个排，在南流村人士兵张玉甫带领下，半夜里偷偷包围了永安庄。
7月22日拂晓，二十九军发动突然攻击，国民抗日军击毙了二十九军排长，击伤张玉甫（不久死亡），突围撤离。曹国士身负重伤未能撤走，被二十九军杀害。当天下午，王士俊也从村中被抓到杀害。

## 中共人员加入
中共东北工作特别委员会（简称“东特”，由中共中央北方局直接领导）军事部负责人张希晓与赵侗、纪亭榭等人同为东北大学同学，早有交往。为了争取、团结赵侗等人，“东特”派出共产党员阎铁、徐明二人到赵侗部队了解情况。8月10日“东特”又派共产党员汪之力、史进前、张如山。8月18日，党组织派出王建忠、杜伯华、王远音、冷拙、金震中、包乾、尚英、霍志德、王文、王达、霍炎等人出城，受张希晓委托，纪亭榭将这批人来到部队。出城前，张希然交待给纪亭榭：一要保证这批人的绝对安全；二要给予工作上的方便；三要安排适合的位置。所以他们到国民抗日军后，都先后都分别担任了各级领导职务。

## 攻打第二监狱
1937年8月，国民抗日军发展到60人左右，有一自称小张回回的当地群众报告说，北平德胜门外不远的河北第二模范监狱里，关押着包括共产党员和政治犯在内的一千多名犯人。日本刚占领北平不久，还没有派兵接管第二监狱，监狱只有少量伪警察看守。
8月22日傍晚，赵侗带领二十几个人前往第二监狱，同时派人带着三挺机枪到德胜门、西直门警戒，防备日军出城救援。到了第二监狱门前，吴靖宇冒充日本军官说了几句日语，小张回回大吼“洋二大爷来了，要察看监狱，快快开门”，连吼几声，看守便把大门打开，队员涌进监狱，缴了伪警察的械，砸掉电话，放出所有囚犯。获释人员随着部队转移到铁狮子坟一带的树林里，赵侗向大家讲了当时的时局，说明“我们是抗日的队伍，欢迎你们参加抗日军，不愿意留下的可以回家。”当场有七八百人加入抗日军。此次行动共缴获三挺捷克式机枪、四十多支金钩步枪、十几支手枪和一二百把大刀片。
营救出的共产党员有河北磁州暴动的副领袖唐老寿、李大钊的侄子李海涛、韩庄（后至少将）、马载、葛戎申（又名郭芳）、黄秋萍（又名黄叶、黄霭如）、王浩清、刘平、杨诚、毛岱（又名王诚录、毛朋）、关燕生等。

## 三星庄整军
爱国学生、农民、当地流散的二十九军和冀东保安队的士兵纷纷投奔抗日军，还收编了一些小股的杂色武装，队伍扩大到一千多人。
9月5日, 全军在温泉以北的三星庄村（今属北京市海淀区）集合，召开全军军人大会。汪之力宣读了全军约法，约法规定全军以军人大会或军人代表大会为最高权力机关，选举军政委员会作为常设机构 , 全军重大事项均需由军政委员会讨论决定。
会议确定军政委员会委员有赵同、高鹏、纪亭榭、郑子丰、鲍旭堂、陈大凡、汪之力、任福祥、宋鸣皋、刘凤梧、杜伯华、霍炎；秘书长汪之力。司令部组成人员有司令赵同、 政治部长高鹏、副司令郑子丰、参谋长鲍旭堂、高参陈大凡、汤万宁、唐三、副官处长吴靖宇、军医处长杜伯华、军需处长霍炎、纪亭榭。部队下设三个总队：一总队长任福祥、 二总队长宋呜皋、三总队长刘凤，以后总队增设政治部主任。
部队中党员的身份和党的组织, 都是秘密的。部队成立了中共党的队委会, 队委成员有汪之力、王远音、王建忠、陈大凡、沈海清, 汪之力任书记。各总队也建立了党员小组，共产党员大都在各级担任了领导职务。 

## 黑山扈战斗
黑山扈位于从北平西直门去温泉、阳坊的交通要道上，距青龙桥日军据点很近。9月8日, 国民抗日军在黑山扈天门沟地区执行任务时，近午遭日军攻击，被抗日军击退。下午二时许, 七八十名日军从冷泉方向向天门沟发动进攻，在国民抗日军猛烈还击下，退守另一处山头火力与抗日军对射。二总队派大队长杜雄飞、指导员霍志德带领
两个中队从左侧包抄到敌人侧后方, 向敌猛击，日军被迫撤退。
战斗中，从北平方向飞来一架敌机，对抗日军阵地进行低空侦察。班长苏家顺端起机枪向敌机射击，同时招呼战士朝敌机仰射，敌机被击中起火，坠毁在清河附近的农田里。
傍晚，日军从颐和园方向开来了大批援军，先对天门沟山头进行炮击，抗日军在敌人军车赶到战场前安全转移，杜雄飞大队长不幸牺牲。
10月3日，日军开始了对国民抗日军的“秋季合围扫荡”。先以十一架飞机轮番轰炸妙峰山地区，然后出动了一个旅团兵力，在飞机、坦克车和骑兵的配合下，对平西郊区进行拉网式的扫荡。此时抗日军部队已经扩大到三千多人，部队下令迅速向昌平西山地区转移，三总队因地离司令部较远，撤退行动退缓，损失较大。

## 加入八路军
11月7日，八路军晋察冀军区司令部在阜平成立。11月9日 ,国民抗日军与晋察冀军区一支队司令员杨成武、政委邓华取得联络，同时收到了以八路军总部朱德总司令和彭德怀副总司令署名的来信。信中邀请国民抗日军迅速南下，与八路军会合。12月11日国民抗日军开至阜平，12月20日，高鹏、纪亭榭被接纳为中共党员。12月25日，八路军总部正式批准编为八路军晋察冀军区第五支队。赵侗任司令员，高鹏任副司令员，汪之力任政治部主任。

## 赵侗逃离
赵侗几次向队委书记王远音提出入党的要求，还向聂荣臻司令提出申请，聂司令、王远音认为赵侗政治思想和品德方面存在许多问题婉言拒绝，勉励他加强思想改造，努力争取。赵侗对此大为不满。赵侗自己又组建了一个私人卫队，共产党中心党委决定由史进前负责，安排支队政治部警卫连，应对赵侗可能的突发事件。
1938年8月，赵侗终于带着几个随从，以下基层视察为由，秘密逃离了队伍。离开后在给部队中队以上的干部一封信中说：“我几次想对你们（干部中的共产党员）一网打尽，但是考虑到我们同甘苦共患难一起搞了这么久，不忍心下手。”

## 后续
1938年8月，五支队与一分区新编第三团合并为八路军晋察冀军区一分区第三团，没有任何正规部队作战经验的纪亭榭被破格提拔为三团团长，老红军袁升平担任政委，邱蔚任副团长，肖应棠任营长。高鹏调为一分区副司令员。参与了阜平保卫战、雁宿崖战斗、毙日军中将阿部规秀的黄土岭歼灭战、东团堡攻坚战等。
1945年10月，第三团改编为晋察冀军区冀察纵队野战第六旅第十六团。
1946年3月，十六团沿革到晋察冀野战军第二纵队第四旅第十团。
1948年11月，第十团改编为华北野战军第二兵团第八纵队第二十二旅第六十四团。
1949年1月，六十四团改编为中国人民解放军十九兵团第六十五军一九三师五七七团。1951年2月，随第六十五军入朝作战，参加了第5次战役。
1985年改编为第六十五集团军一九三师五七七团。
2013年改编为第六十五集团军一九三旅，撤销五七七团番号，团机关编入旅机关，部队编入旅属各营。